# Eros de Antioquia
Eros de Antioquia foi bispo de Antioquia entre 151 ou 154 e 169 d.C., sucessor de Cornélio na Igreja de Antioquia, segundo Eusébio de Cesareia.